# Североевропейский неоклассицизм
Североевропейский неоклассицизм — стиль архитектуры, который существовал короткое время в Дании, Швеции, Норвегии и Финляндии в период 1910—1930 гг. Направление стало интерлюдией между национальным романтическим стилем и расширявшимся модернизмом. Североевропейский неоклассицизм можно охарактеризовать как синтез местных народных скандинавских мотивов и общеевропейского неоклассицизма. В то же время стиль имел влияние современного ему модернизма, в плане массовости и дешевизны строительства, вызванного ростом благосостояния и урбанизацией североевропейских стран. Он обеспечил более плавный переход к последующему модернизму, благодаря чему в северных странах не произошло резкого разрыва с предыдущим историческим опытом. Хотя нордический неоклассицизм в целом окончил развитие к 1930 году, некоторые здания продолжали строиться, такие, как Морской музей в Стокгольме.

## История
Развитие скандинавского неоклассицизма не было изолированным явлением, а исходило из классических традиций, уже существующих в скандинавских странах, и из новых идей, развивавшихся в немецкоязычных культурах. Таким образом, скандинавский неоклассицизм можно охарактеризовать как сочетание прямых и косвенных влияний народной архитектуры (итальянской, скандинавской, немецкой) и неоклассицизма, а также ранних проявлений модернизма от Немецкий Веркбунд(Deutscher Werkbund)– особенно их выставки 1914 г. – и к середине 1920-е годы Esprit Nouveau, возникающие из теорий Ле Корбюзье.
Модернистское влияние вышло за рамки простой эстетики: урбанизация была связана с современными строительными технологиями и введением правил как в строительстве, так и в градостроительстве, и, кроме того, с подъемом социальных сил, что привело к изменению политической идеологии в сторону левых, что привело к Скандинавской модели. Следствием этого стали новые программы для общественных зданий: больниц (например, больница Беккомберга в западной части Стокгольма (1927–1935) Карла Вестмана, школ (например, школа Fridhemsplan, Стокгольм (1925–27) Георга А. Нильссона).
Скандинавский неоклассицизм использовался для ряда важных общественных зданий, он также применялся в качестве модели для недорогого жилья (например, город-сад Кяпюля, Хельсинки (1920–25) Мартти Валикангас) и домашней архитектуры в целом, (например, доступное чувство стиля для нуворишей ).
Характерной чертой стиля была брандмауэрная застройка смежных земельных участков многоквартирными домами (так, что здания примыкают друг к другу через глухие стены).
1930 год обычно считается конечной точкой скандинавского неоклассицизма, потому что это был год Стокгольмской выставки, спроектированной  Гуннаром Асплундом и Сигурдом Леверенцем, когда более  модернизм был представлен как модель для современного общества. Однако после этого ключевые здания продолжали строиться в неоклассическом стиле, особенно Морской музей Эстберга в Стокгольме (1931–1934).
Некоторые архитекторы достигли кульминации своей карьеры уже тогда, когда пришел стиль северного модерна, но их последние работы были в стиле скандинавского неоклассицизма (например, Карл Вестман ), карьера других завершилась скандинавским неоклассицизмом (например, Ивар Тенгбом и Рагнар Эстберг ), в то время как другие позже добились гораздо большего значения как модернистские архитекторы (например,  Алвар Аалто, Арне Якобсен и Свен Маркелиус ). Однако двумя фигурами, достигшими наибольшего значения в оба периода, были шведские архитекторы Гуннар Асплунд и Сигурд Леверенц .
Дания: Кай Фискер, Хак Кампманн, Кай Готтлоб, Ивар Бентсен, Повл Бауманн, Пол Холсё, Эдвард Томсен, Томас Хавнинг, Хольгер Якобсен, Коре Клинт, Арне Якобсен, Карл Петерсен, Ааге Рафн, Стин Эйлер Расмуссен, Свен Рисом и Фриц Шлегель.
Финляндия: Гуннар Таухер, Уно Ульберг, Мартти Валикангас, Йохан Сирен, Паули Э. Бломштедт, Элси Борг,  Алвар Аалто , Эрик Брюггман, Хилдинг Экелунд, Хейкки Сииконен и Ойва Каллио .
Норвегия: Гудольф Блакстад, Лоренц Ри, Сверре Педерсен, Николай Беер, Финн Бернер, Харальд Хальс, Герман Мунте-Каас, Финн Брин, Йенс Дункер и Йохан Эллефсен, Ларс Бакер.
Швеция:  Гуннар Асплунд, Карл Вестман, Рагнар Эстберг, Сигурд Леверенц, Карл Бергстен, Зигфрид Эриксон, Торбен Грут, Рагнар Хьорт, Кирилл Йоханссон, Эрик Лаллерстедт,  Свен Маркелиус, Гуннар Морссинг,  Гуннар Лече, Джордж Нильссон, Туре Рюберг, Альбин Старк, Эскил Сундал, Ларс Исраэль Вальман, Свен Валландер, Хакон Альберг и Ивар Тенгбом .
Хотя эти архитекторы перечислены по странам, в этот период между скандинавскими странами происходил интенсивный культурный обмен (многие архитекторы работали более чем в одной стране).
Как выразился шведский историк Хенрик О. Андерсон, это была архитектура демократии, а не радикального авангардизма . Кроме того, за исключением Финляндии, другие страны Северной Европы избегали участия в Первой мировой войне, что позволяло продолжать культурное развитие.

## Отношение к другим движениям
Интерес к скандинавскому неоклассицизму, особенно в его наиболее классической форме, возник в конце 1970-х, начале 1980-х годов в разгар постмодернизма, когда критики, историки и преподаватели архитектуры искали исторические прецеденты изучая таких архитекторов, как Майкл Грейвс, Леон Криер и Роберт Стерн.
Северный неоклассицизм обеспечил этот прецедент, особенно с такими знаковыми зданиями, как кинотеатр Scandia Гуннара Асплунда в Стокгольме (1924 г.), здание окружного суда Листерс (1917–1921 гг.), Вилла Снеллман в Юрсхольме (1917–18 гг.) И Стокгольмская общественная библиотека (1920–28 гг.), а также ландшафт и здания кладбища Скугсчюркогорден в Стокгольме (1917–1940), созданные Асплундом и Сигурдом Леверенцем.
Что касается архитектурного стиля, было несколько прецедентов или причин, объясняющих рост скандинавского неоклассицизма.  
На протяжении XIX века существовал ряд факторов, способствовавших более упрощенному неоклассицизму. Учения Дж. Н. Л. Дюрана в Политехнической школе Парижа в начале XIX века пытались рационализировать язык и методы построения классицизма, допуская при этом простые аддитивные композиции. Учение Дюрана распространилось, войдя в немецкую культуру в форме романтического неоклассицизма с работами Фридриха Давида Жилли и Карла Фридриха Шинкеля . Ученые в то время обнаруживали остатки Помпеи и открывали использование ярких цветов в римской архитектуре — аспект, который был более или менее забыт в эпоху Возрождения, но также заново открывали Грецию и Египет. Эти аспекты были включены в неоклассицизм и продолжены в скандинавском неоклассицизме (например, Музей Торвальдсена, Копенгаген, 1839–1848 гг., М. Г. Биндесболл, включает египетские мотивы, как и Стокгольмская публичная библиотека Асплунда).
Есть также «круги реакции», которые следует учитывать. Модерн и национальный романтизм не оказали большого влияния на Данию, в то время как в Швеции, Норвегии и Финляндии также были сильные реакции национального романтизма. Неоклассицизм пришел в Финляндию через Санкт-Петербург в качестве универсального языка, но к концу XIX века стал восприниматься в качестве символа российской культуры. Таким образом, в Финляндии и Норвегии вместе с движением к политической независимости закрепилась национально-романтическая архитектура — местная вариация модерна, играющая на националистических мифах. Таким образом, нордический неоклассицизм был контрреакцией на этот стиль и эклектизм в целом; движение к универсализму, интернационализму и упрощению.
В свою очередь, мышление в скандинавском неоклассицизме стало одной из основ развития модернизма в странах Северной Европы. Идея о том, что между народным языком и модернизмом существовала бы преемственность, рассматривалась как противоречащая принятому историческому мнению о подъеме модернизма, начиная с Ле Корбюзье и его 5 пунктов для архитектуры, которые рассматриваются как переворачивающие 5 основных принципов классицизма. Демонстрацией перехода от скандинавского неоклассицизма к чистому функционализму в реальном времени служит проект Алвара Аалто для Выборгской библиотеки (1927–1935 гг.), который претерпел глубокую трансформацию по сравнению с первоначальным предложением архитектурного конкурса 1927 г. (во многом благодаря Гуннару Асплунд) в строго функционалистское здание, построенное восемью годами позже в пуристическом модернистском стиле под влиянием Ле Корбюзье